# Christian August von Schleswig-Holstein-Sonderburg-Augustenburg (1768–1810)

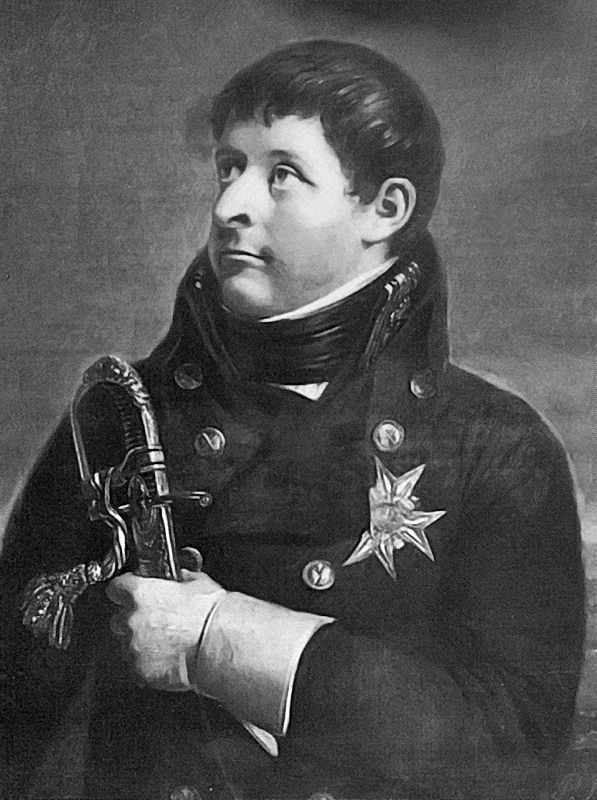
Karl August als Schwedischer Kronprinz

Christian August (* 9. Juli 1768 in Augustenborg; † 28. Mai 1810 in Kvidinge hed, Schonen), Prinz von Schleswig-Holstein-Sonderburg-Augustenburg, war als Karl August Kronprinz von Schweden.

## Leben
Er war der dritte Sohn des Herzogs Friedrich Christian (1721–1794) und dessen Frau Charlotte Amalie Wilhelmine (1744–1770), Tochter von Herzog Friedrich Karl von Holstein-Plön. Er trat früh in dänische Kriegsdienste und wurde, nachdem er 1796–1801 unter Erzherzog Karl in der österreichischen Armee gedient hatte, 1803 Oberbefehlshaber in Norwegen und tat sich dort 1808 während des Kriegs zwischen Dänemark und Schweden hervor.
Dies bewog seinen Onkel, den kinderlosen König Karl XIII. von Schweden, ihn 1809 zu adoptieren und vom schwedischen Reichstag zum Thronfolger wählen zu lassen. Nachdem er darauf seinen ursprünglichen, den Schweden aber wegen des dänischen Königs Christian II. verhassten Namen Christian in Karl geändert hatte, legte er am 24. Januar 1810 den Eid ab, starb aber schon am 28. Mai bei einer Parade, als er von seinem Pferd stürzte. Als Todesursache wurde angegeben, er sei plötzlich vom Schlage getroffen worden.
Sein plötzlicher Tod führte schnell zu dem Gerücht, er sei vergiftet worden. Verdächtigt wurde die Familie Fersen. Axel von Fersen, der als Reichsmarschall die Leiche nach Stockholm brachte, fiel der Wut des aufgebrachten Volkes zum Opfer und wurde vom Pöbel ermordet. Bei der späteren Untersuchung stellte sich die Unschuld der Fersenschen Familie heraus. Ob aber nicht dennoch Vergiftung Ursache des Todes gewesen war, lassen die leichtfertig geführten Untersuchungen des Todesfalles unentschieden.